# Andy Sophie
Andy Pierre Sophie (Port Louis, 27 giugno 1987) è un calciatore mauriziano, attaccante del Grande Rivière e della nazionale mauriziana.

## Carriera

### Nazionale
Nel 2007 ha esordito in nazionale.

## Statistiche

### Cronologia presenze e reti in nazionale
| Cronologia completa delle presenze e delle reti in nazionale ― Mauritius | Cronologia completa delle presenze e delle reti in nazionale ― Mauritius | Cronologia completa delle presenze e delle reti in nazionale ― Mauritius | Cronologia completa delle presenze e delle reti in nazionale ― Mauritius | Cronologia completa delle presenze e delle reti in nazionale ― Mauritius | Cronologia completa delle presenze e delle reti in nazionale ― Mauritius | Cronologia completa delle presenze e delle reti in nazionale ― Mauritius | Cronologia completa delle presenze e delle reti in nazionale ― Mauritius |
| Data                                                                     | Città                                                                    | In casa                                                                  | Risultato                                                                | Ospiti                                                                   | Competizione                                                             | Reti                                                                     | Note                                                                     |
| ------------------------------------------------------------------------ | ------------------------------------------------------------------------ | ------------------------------------------------------------------------ | ------------------------------------------------------------------------ | ------------------------------------------------------------------------ | ------------------------------------------------------------------------ | ------------------------------------------------------------------------ | ------------------------------------------------------------------------ |
| 4-9-2019                                                                 | Belle Vue Maurel                                                         | Mauritius                                                                | 0 – 1                                                                    | Mozambico                                                                | Qual. Mondiali 2022                                                      | -                                                                        | 74’                                                                      |
| 10-9-2019                                                                | Maputo                                                                   | Mozambico                                                                | 2 – 0                                                                    | Mauritius                                                                | Qual. Mondiali 2022                                                      | -                                                                        | 65’                                                                      |
| Totale                                                                   |                                                                          | Presenze                                                                 | 2                                                                        |                                                                          | Reti                                                                     | 0                                                                        |                                                                          |